# Чекуново (Свердловская область)
Чекуново — село в Туринском городском округе Свердловской области России.

## Географическое положение
Чекуново расположено в 3 километрах к северо-востоку от города Туринска (по дорогам — 5 километров), на левом берегу реки Туры.

## Население
| 2002 | 2010 | 2021 |
| ---- | ---- | ---- |
| 312  | ↘282 | ↘175 |